# Sidorki
Sidorki – część miasta oraz dzielnica Białej Podlaskiej w województwie lubelskim, położona u ujścia Grabarki do Krzny, u północno-wschodniego wierzchołka bialskiego lotniska. Leży na południowo-wschodnich rubieżach miasta, a jej główną osią jest ulica Sidorska.
Przy ulicy Sidorskiej 23 znajduje się Sala Tradycji Lotniczych Południowego Podlasia.

## Historia
Sidorki to dawna wieś. W latach 1867–1954 należała do gminy Sidorki w powiecie bialskim, początkowo w guberni siedleckiej, a od 1919 w woj. lubelskim. Tam 14 października 1933 weszła w skład gromady o nazwie Sidorki w gminie Sidorki, składającej się ze wsi Sidorki i Rutka oraz kolonii Gościniec Dokudowski.
Podczas II wojny światowej Sidorki włączono do Generalnego Gubernatorstwa (dystrykt lubelski, Kreis Biala). W 1943 roku liczba mieszkańców wynosiła 747. Po wojnie ponownie w województwie lubelskim, jako jedna z 19 gromad gminy Sidorki w reaktywowanym powiecie bialski.
W związku z reformą znoszącą gminy jesienią 1954 roku, Sidorki włączono do nowo utworzonej gromady Sidorki, a po jej zniesieniu 1 stycznia 1960 – do nowo utworzonej gromady Biała Podlaska. 31 grudnia 1961 z gromady Biała Podlaska wyłączono kolonię Siodrki o powierzchni około 100 ha, włączając ją do miasta Białej Podlaskiej. Wieś Sidorki przetrwała w gromadzie Biała Podlaska do końca 1972 roku, czyli do kolejnej reformy gminnej.
1 stycznia 1973 Sidorki weszły w skład nowo utworzonej gminę Biała Podlaska w powiecie bialskim, oprócz mniejszej części (147 ha), którą włączono do Białej Podlaskiej. W latach 1975–1979 należały administracyjnie do województwa bialskopodlaskiego.
1 grudnia 1979 Sidorki włączono w całości do Białej Podlaskiej.